# Paul-Loup Sulitzer
Paul Loup Karl Sulitzer (Boulogne-Billancourt, 22 juli 1946 – Mauritius, 6 februari 2025 ) was een Franse financier en auteur. Voordat hij zeventien werd, was hij al een self-made miljonair. Sulitzer gebruikte zijn financiële ervaring en kennis in zijn boeken, die vaak verband hielden met de zakenwereld. Veel van zijn boeken zijn ghost-written door Loup Durand.

## Biografie
Sulitzer's vader was een Joodse immigrant uit Roemenië die stierf toen Sulitzer tien jaar oud was. Zes jaar later trad Sulitzer toe tot een handelsmaatschappij die actief was in het Midden-Oosten. Volgens zijn redacteur werd hij op 21-jarige leeftijd de jongste CEO in Frankrijk en verdiende hij zijn fortuin met het verkopen van gadgets (met name sleutelhangers die erg populair waren tussen de jaren 1960 en 1970) in het VK die hij importeerde uit het Verre Oosten. In 1968 richtte hij een houdstermaatschappij op en richtte hij een financieel adviesbureau op.
In 1980 stelde Sulitzer aan Danoël de productie voor van een "westerse financiën" die een roman van finance-fictie-avonturen zou zijn. Loup Durand, een journalist en schrijver, deed het schrijven. Het boek Geld bereikte een groot publiek. Dit zou worden gevolgd door Cash! (1981) en Fortune (1982) die de heldendaden en financiële dromen van Franz Cimballi, een vigilante zakenman, afbeeldde.
Na deze thrillers van een nieuw genre publiceerde het duo Le Roi Vert (1983). Het was een romantische saga die aanzienlijk publiek succes boekte en in 30 talen werd vertaald.
Aan het einde van de jaren tachtig was hij docent op een internationale bijeenkomst in Genève van Amiic (World Real Estate Investment Organization).
In 2000 werd hij gearresteerd, samen met de zoon van de voormalige socialistische president Mitterrand, voor de illegale verkoop van wapens aan Angola.

## Strafzaken
In oktober 2008 begon het proces van de Angolagate in Parijs, waarin Sulitzer werd aangeklaagd. Bij de beslissing van het Correctional Tribunal werd hij veroordeeld voor "misbruik van bedrijfsactiva" en kreeg hij 15 maanden gevangenisstraf met een boete van 100.000 euro. Deze veroordeling leidde in november 2012 tot zijn uitsluiting van de National Order of Merit. In 2009 publiceerde hij Angolagate, de kroniek van een staatsschandaal, dat tijdens het proces van oktober 2008 tot maart 2009 van dag tot dag was geschreven.
Sulitzer overleed op 6 februari 2025 op 78-jarige leeftijd.